# Andreas Hanche-Olsen
Andreas Schjølberg Hanche-Olsen, más conocido como Andreas Hanche-Olsen, (Bærum, 17 de enero de 1997) es un futbolista noruego que juega de defensa en el 1. FSV Maguncia 05 de la 1. Bundesliga. Es internacional con la selección de fútbol de Noruega.

## Trayectoria
Hanche-Olsen comenzó su carrera deportiva en el Stabæk IF noruego, y en 2020 fichó por el K. A. A. Gante belga. Con este equipo jugó más de cien partidos antes de marcharse al 1. FSV Maguncia 05 en enero de 2023.

## Selección nacional
Hanche-Olsen fue internacional sub-16 y sub-21 con la selección de fútbol de Noruega, antes de convertirse en internacional absoluto el 18 de noviembre de 2020, en un partido de la Liga de Naciones de la UEFA 2020-21 frente a la selección de fútbol de Austria.

## Clubes
| Club               | País     | Año       |
| ------------------ | -------- | --------- |
| Stabæk IF          | Noruega  | 2016-2020 |
| K. A. A. Gante     | Bélgica  | 2020-2023 |
| 1. FSV Maguncia 05 | Alemania | 2023-     |

## Palmarés

### Títulos nacionales
| Título          | Club           | País    | Año  |
| --------------- | -------------- | ------- | ---- |
| Copa de Bélgica | K. A. A. Gante | Bélgica | 2022 |